# سرگی برئوس
سرگی برئوس (به انگلیسی: Serhiy Breus) (زادهٔ ۳۰ ژانویهٔ ۱۹۸۳) شناگر اهل اوکراین است.